# مود سميث غانون
مود سميث غانون هي كاتِبة وشاعرة كندية، ولدت في 1980.